# 大湖 (屏東縣)
大湖，是臺灣屏東縣屏東市的一個傳統地域名稱，位於該市東南部。相較於今日行政區，其範圍大致包括大湖里、龍華里南半部、頂柳里不含西北部及東北部偏東南一小段。
本地區境內主要聚落為大湖、柳仔林、濫仔、蔴芝丹、牛埔、頂柳仔林。

## 歷史
台灣日治初期，大湖地區為一街庄，稱為「大湖庄」（舊制街庄），隸屬於港西中里。該庄昔日北及東北與歸來庄為鄰，東與麟洛庄為鄰，東南邊及南邊東段為頂林仔庄，南段中段為濫庄，南邊西段及西邊南段為社皮庄，西北中至北段為公館庄。
1901年（日治明治三十四年）11月11日，全台廢縣廳改設二十廳，該庄隸屬於阿猴廳。1904年（明治三十七年）4月15日，該庄編入「麟洛區」，隸屬於阿猴廳。1905年（明治三十八年）4月1日，阿猴廳改稱「阿緱廳」。1909年（明治四十二年）10月25日，全台合併二十廳為十二廳，麟洛區仍隸屬於阿緱廳。1920年（大正九年）10月1日，全台地方制度大改正，廢十二廳改設五州二廳，該庄改制為「大湖」大字，隸屬於高雄州屏東郡屏東街（新制街庄）。1933年（昭和八年）12月，屏東街升格為州轄屏東市。
戰後屏東市改制為省轄屏東市，大字亦改制為里。1950年10月1日，高、屏分治，屏東市改制為縣轄屏東市，隸屬於屏東縣。

## 聚落
本地區發展較早的聚落為大湖、柳仔林、濫仔、蔴芝丹、牛埔、頂柳仔林，在日治初期的官方地圖上已有記載。

## 交通
省道台27線是荖濃至烏龍的幹道，經過本地區西南端暨濫仔聚落西郊。由該道路北行可前往屏東市屏東市區、長治鄉/九如鄉交界地帶、鹽埔鄉、高樹鄉等地；南行可前往萬丹鄉、新園鄉，並止於省道台17線路口。
鄉道屏41線是崙上至廣安的道路，經過本地區的頂柳仔林、牛埔、大湖等聚落。該道路在本地區北部的部分路段與鄉道屏45線共線，在本地區南部的部分路段與鄉道屏48線共線。
鄉道屏41-1線是大湖至板橋頭的道路，其東北側端點（起點）位於本地區中南部、大湖聚落北側的鄉道屏41線路口，由此向西北會經過本地區的蔴芝丹聚落。
鄉道屏45線是頂宅至下廍的道路，經過本地區的頂柳仔林聚落。該道路在本地區部分路段與鄉道屏41線共線。
鄉道屏48線是社皮至內埔的道路，經過本地區的大湖、柳仔林聚落。該道路在本地區部分路段與鄉道屏41線共線。

## 醫療院所
- 國軍高雄總醫院屏東分院（小部分）